# Сёрёйа
Сё́рёйа (встречается также вариант Сёрёйя; норв. Sørøya — южный остров, северносаам. Sállan) — остров на севере Норвегии в фюльке (провинции) Финнмарк. По площади (811,43 км²) это восьмой остров Норвегии, а без учёта островов архипелага Шпицберген — четвёртый. Население острова составляет 1092 человека (перепись 2012 года).

## География
Остров расположен немного западнее города Хаммерфест. С запада и севера Сёрёйа омывается Норвежским морем, с юга — проливом Лоппхавет, с юго-востока и востока — проливом Сёрёйсунн, с северо-востока — проливом Рольвсёйсунн. Сёрёйсунн отделяет остров от трёх других крупных островов — Стьернёйи (Схьернёйи), Сейланна и Квалёйи. Рольвсёйсунн отделяет Сёрёйю от острова Рольвсёй.
Административно Сёрёйа относится к двум муниципалитетам: западная часть — к Хасвику, восточная — к Хаммерфесту (ранее восточная часть острова относилась к муниципалитету Сёрёйсунн, который с 1 января 1992 года стал входить в состав муниципалитета Хаммерфест).
Основные населённые пункты острова: Хасвик на юге, Брейвикботн, Брейвик, Сёрвер на западе, Аккарфьорд на севере, Лангстранн на востоке.
Ландшафт острова гористый. Наивысшей точкой является гора Комагаксла, расположенная неподалёку от южного побережья острова (координаты — 70°32′59″ с. ш. 22°52′59″ в. д.). Длина острова составляет 64,3 км, максимальная ширина — 23,3 км. Береговая линия острова изрезана многочисленными фьордами.

## Растительность
На острове встречаются следующие типы растительности: горные тундры, берёзовые криволесья, луга, растительность болот и приморская растительность.

## Исторические сведения
На юге острова найдены могилы и человеческие останки, датируемые каменным веком. Найдены наскальные рисунки возрастом примерно 11 тысяч лет.
15 февраля 1945 года на острове прошёл первый этап спасательной операции, в ходе которой 525 гражданских лиц были четырьмя эсминцами королевского флота Великобритании эвакуированы сначала в Мурманск, а затем в Шотландию. В английской военной историографии эта эвакуация известна под названием Operation Open Door.

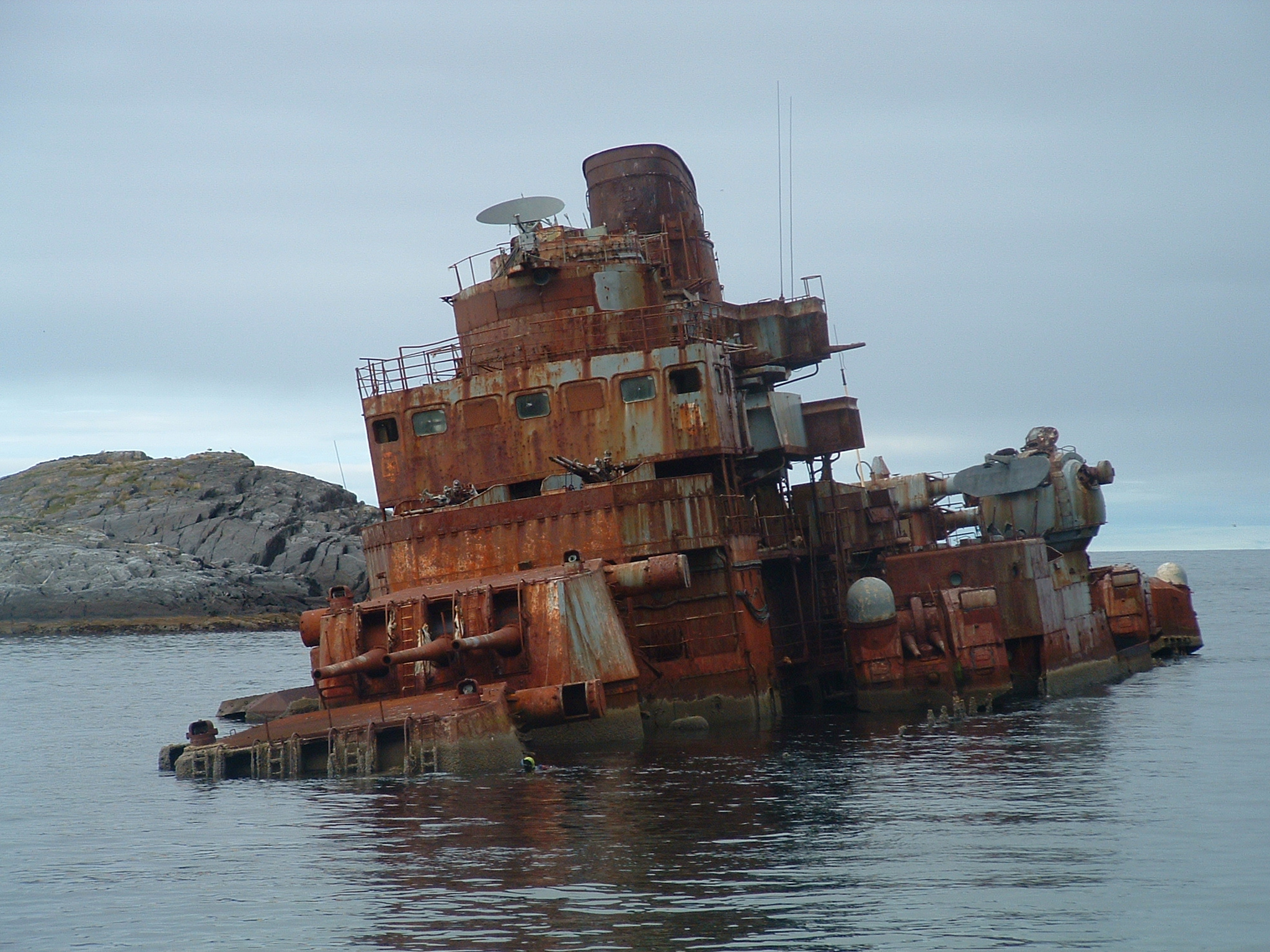
Рубка крейсера «Мурманск», затонувшего у западного побережья острова Сёрёйа (фотография 2002 года)

В декабре 1994 года во время буксировки в Норвежском море попал в шторм лёгкий крейсер «Мурманск», проданный Россией в Индию на металл. Тросы буксиров не выдержали и крейсер был выброшен на скалы острова Сёрёйа вблизи поселка Сёрвер. До 2008 года крейсер ржавел во фьорде и стал местной туристической достопримечательностью. В программу некоторых туров по Финнмарку даже включалось посещение советского корабля. Однако анализ образцов с корабля, проведённый в 2008 году, показал наличие в них радиоактивных веществ, полихлорбифенила и бромированных замедлителей возгорания, после чего в Норвегии было принято решение демонтировать и утилизировать крейсер. В 2009 году норвежская компания AF Gruppen заключила контракт на утилизацию корабля. Работы начались в 2010 году; они включали в себя строительство дока вокруг корабля, откачку воды и разделку корпуса корабля в сухом доке. Последствия крушения были окончательно устранены в 2012 году.

## Международное сотрудничество на территории острова
В 2011 году Баренцсекретариат выделил грант на реализацию совместного российско-норвежского проекта «Ботанические экскурсии на острове Сёрёйя», целью которого было исследование растительных сообществ острова и издание соответствующего трёхъязычного путеводителя (на русском, норвежском и английских языках) с целью популяризации научных знаний о природе острова — в частности, с целью научного обеспечения ботанических экскурсий и маршрутов экологического туризма. Участником проекта с российской стороны выступила лаборатория флоры и растительности Полярно-альпийского ботанического сада-института им. Н. А. Аврорина КНЦ РАН (ПАБСИ), с норвежской — коммуна Хаммерфест. Этот проект стал продолжением совместной деятельности России и Норвегии по научному обеспечению охраны природы, включая инвентаризацию биоразнообразия, распространению истинно научных знаний об окружающей среде, а также развитию организованного тематического (научного и экологического) туризма.

## Регулярные события
Ежегодно в июле на юге острова проводится фестиваль рыбалки.

## Комментарии
1. ↑  Такое же саамское название, Sállan, имеет и другой норвежский остров, Скугерёйа, расположенный в восточной части Финнмарка в Варангер-фьорде[4].